# هرمان تساپف
هرمانزاپ (انگلیسی: Hermann Zapf؛ زادهٔ ۸ نوامبر ۱۹۱۸ - مرگ ۴ ژوئن ۲۰۱۵) یک گرافیست اهل آلمان بود.